# Van den Bergh 152
van den Bergh 152 (vdB 152) – ciemna mgławica refleksyjna znajdująca się w konstelacji Cefeusza w odległości około 1400 lat świetlnych od Ziemi. Została skatalogowana przez Sidneya van den Bergha w jego katalogu mgławic refleksyjnych jako vdB 152 oraz w katalogu Cederblad jako Ced 201.
Mgławica van den Bergh 152 jest ciemną mgławicą przesłaniającą gwiazdy tła. Równocześnie rozprasza światło jasnej gwiazdy BD+69 1231 nadającej fragmentom mgławicy niebieskawy kolor. Światło ultrafioletowe pochodzące od gwiazdy jest źródłem czerwonawej luminescencji ciemniejszych obszarów mgławicy. Gwiazda centralna nie powstała w van den Bergh 152, lecz jedynie przywędrowała na obszar mgławicy na co wskazują różnice prędkości gwiazdy i obłoku.